# مارسلا کالیستووا
مارسلا کالیستووا (اسلواکی: Marcela Kalistová؛ زادهٔ ۱۷ فوریهٔ ۱۹۷۰) بازیکن زن بسکتبال اهل اسلواکی بود. وی در بازی‌های المپیک تابستانی ۲۰۰۰ شرکت کرده‌است.